# Església de la Trinitat de Guergueti
L'església de la Trinitat de Guergueti (georgià: წმინდა სამება) és un dels temples de l'Església ortodoxa georgiana de la regió de Mtskheta-Mtianeti, al municipi de Kazbegui, a Geòrgia. L'església està situada a la riba dreta del riu Chjeri, tributari per l'esquerra del Tèrek, a una elevació de 2.170 m, sota la muntanya Kazbek. Tocant a l'església passa la carretera militar georgiana entre Vladikavkaz a Rússia i Tbilisi. La frontera russa se'n troba a 18 km al nord.
El nom de l'església, Guergueti, correspon al d'una antiga població propera desapareguda, situada a la riba dreta del riu Tergui, i al de la glacera homònima de la muntanya Kazbek. La seva localització aïllada al cim d'una escarpada muntanya envoltada per la immensitat de la natura l'han convertida en un símbol per a Geòrgia.

## Història i arquitectura

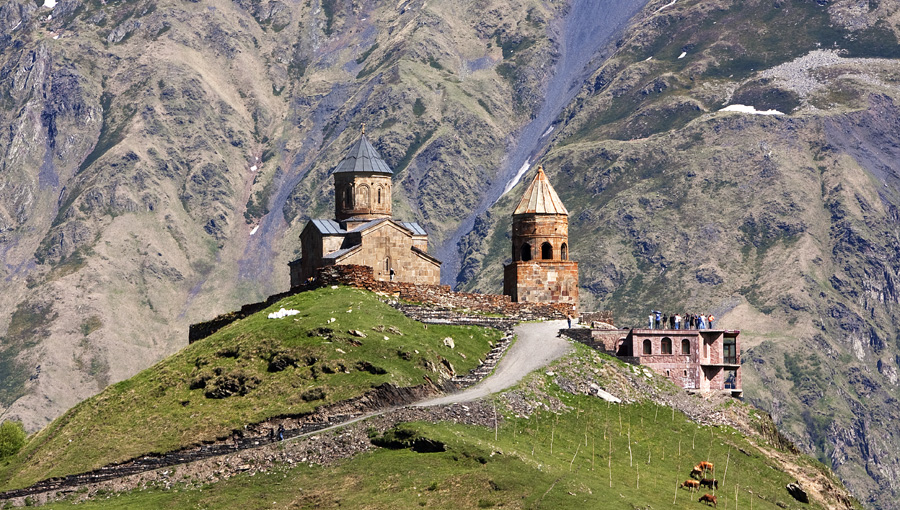
Vista general de l'església de la Trinitat

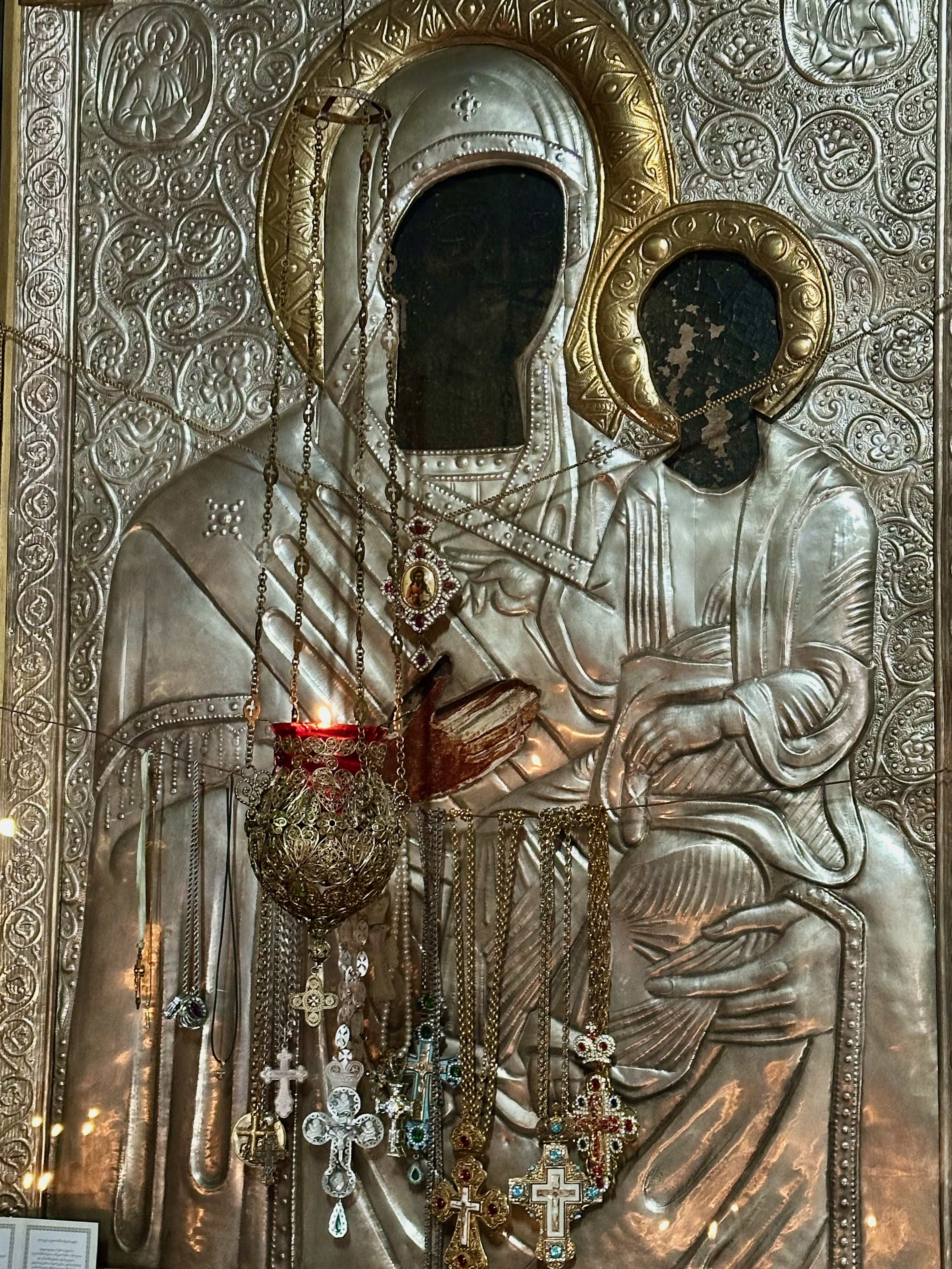
Mare de Déu de Guergueti, cremada pels comunistes

El complex eclesiàstic comprèn una església en creu amb cúpula i campanar del segle xiv, així com una Casa del Consell (georgià: საბჭეო), agregat al segle xv al mur sud de l'església principal. L'església té planta rectangular. La seva cúpula descansa en dues columnes buides situades a l'oest i els murs dels absis orientals. L'església està construïda de pedra ben treballada amb les cares quadrades. La façana i la cúpula de l'església estan decorades amb ornaments georgians. Els ornaments es troben també als murs del campanar. L'església de la Trinitat de Guergueti era una de les esglésies principals de la regió històrica de Khèvia.
L'autor i investigador georgià Teimuraz Bagrationi escriu en el seu llibre Història d'Ibèria (1832) que, abans que s'erigís l'església de la Trinitat en aquesta muntanya (muntanya Sameba), s'hi aixecava una creu. La construcció de l'església i els seus edificis annexos no és datable amb seguretat, perquè no existeixen fonts medievals que en donin una data, però els investigadors, per l'arquitectura dels edificis, la remunten als segles xiv i xv.

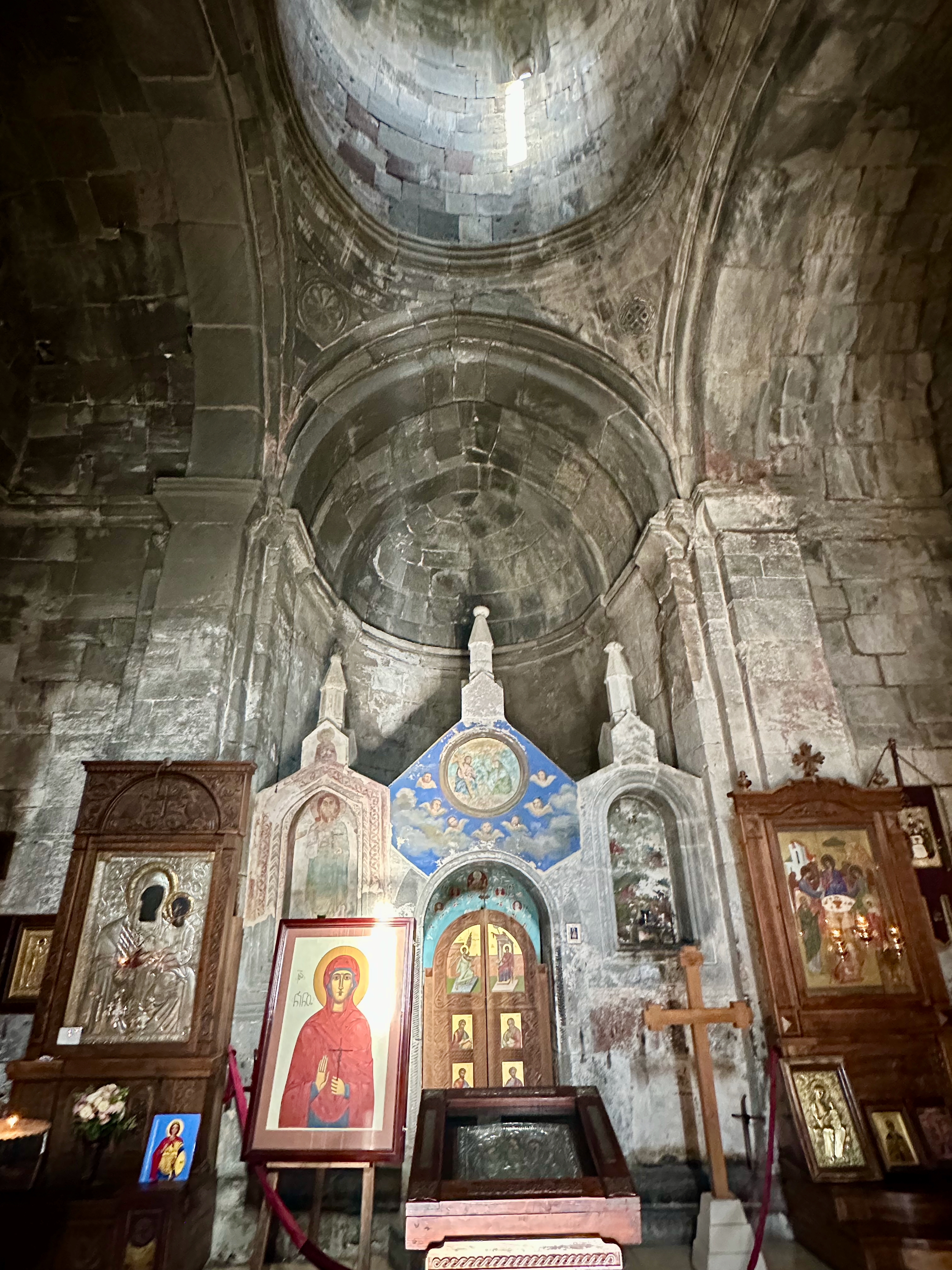
Interior

Els habitants de l'antic poble de Guergueti tenien l'obligació de pagar el manteniment de l'església. Eren anomenats «serfs de la Trinitat» (georgià: სამების საყდრისშვილები). Durant segles, com afirma l'autor georgià del segle xviii Vajusti Batonishvili, en les èpoques de perill les relíquies guardades a Mtskheta, com la creu de santa Nina i altres tresors de l'Església ortodoxa de Geòrgia, eren traslladats a Guergueti. Una d'aquestes ocasions va tenir lloc durant la invasió persa de 1795. A Guergueti es va escriure la crònica georgiana Mosashsenebeli Sultai (მოსახსენებელი სულთაი).
Durant l'època soviètica l'església va romandre tancada al culte, però va continuar sent una popular destinació turística. Ara com ara és un establiment actiu de l'Església georgiana, on se celebren les cerimònies religioses de la població local. És un lloc de visita popular entre els senderistes. S'accedeix després de tres hores per un escarpat camí a peu o en mitja hora en jeep per una difícil pista de muntanya des de Stepantsminda.